# وادي يبة
وادي يبه هو أحد وديان تهامة في الجزء الغربي من المملكة العربية السعودية، ويعتبر واحداً من أهم أودية تهامة السعودية ويقع بالقرب من جمعة ربيعة المقاطرة ومركز القوز جنوب محافظة القنفذة التابعة لمنطقة مكة المكرمة.

## الموقع
يقع الوادي على بعد 30 كم جنوب محافظة القنفذة، وتحدّه من الشمال مراكز أحد بني زيد وبلاد حرب وسبت الجارة، وشرقاً منطقة عسير، وغرباً البحر الأحمر، وجنوباً جمعة ربيعة ربيعة المقاطرة ومركز حلي. ويبلغ طول الوادي أقل من 100 كم بقليل، ويصب في البحر الأحمر مروراً بمحافظة بارق ومحافظة المجاردة، ومنتهياً ببلدة القوز والقرى التابعة له بمنطقة مكة المكرمة، قاطعاً قراها بامتداد 23 كم تقريباً.
ويشتهر الوادي بوفرة المياه بامتداد المناطق الجبلية، ويضيق ويتسع تبعاً للتكوينات الصخرية، حيث يزداد اتساعه في المناطق المنبسطة باتجاه البحر الأحمر.ويتميز الوادي بطبيعته الخلابة، ويعد مجرى لمياه الأمطار، ويشكّل لوحة جمالية ربانية ساحرة.

## طبوغرافية الوادي
يبلغ طول الوادي أقل من 100 كم بقليل ويصب في البحر الأحمر ماراً بمحافظتي بارق والمجاردة ومنتهياً ببلدة القوز والقرى التابعة له بمنطقة مكة المكرمة قاطعاً قراها مثل الكدسه، السادة النوري، عنيكر والجميعات بامتداد 23 كم تقريباً. الوادي كان يشتهر فيما مضى بوفرة المياه إلى حد ما وهي الآن قليلة وتوجد بامتداد المناطق الجبلية وهي معدومة في منطقة تهامة في أغلب أوقات السنة. والوادي يضيق ويتسع تبعاً للتكوينات الصخرية. حيث يزداد اتساعه في المناطق المنبسطة خاصة بالقرب من قرية الصهوة من قرى مركز القوز.

## منبع الوادي ومصبه وروافده
ينبع الوادي من غرب قرية باشوت التابعة لمنطقة عسير حيث يبلغ متوسط انحداره 13 متر، وللوادي عدة روافد أهمها وادي خاط ومعه وادي أثال واللذين يلتقيان قبل أن يصبا في وادي يبة بقرابة كيلٍ واحد، ووادي عين، ويصب في البحر الأحمر جنوب مصب وادي قنونا (قرية عنيكر) وشمال مصب وادي حلي.

## سكان الوادي
سكن الوادي بالجاهلية قبيلة بنو أسد الخندفية وورد أن الشاعر كثير عزة رثى صديقه خندف الأسدي قائلا:

## مرجع
1. ↑  توثقها عدسة "سبق" في بقعة ساحرة من أرض السعودية،. نسخة محفوظة 19 يوليو 2018 على موقع واي باك مشين.
2. ↑  سعيد بن عبد الله آل زيد القرني (2002). المعجم الجغرافي لبلاد بلقرن. الدار السعودية للنشر والتوزيع. ص. 55. ISBN:996039512X.